# Château de Nieuil
Le château de Nieuil est sur la commune de Nieuil, en Charente, France.

## Historique

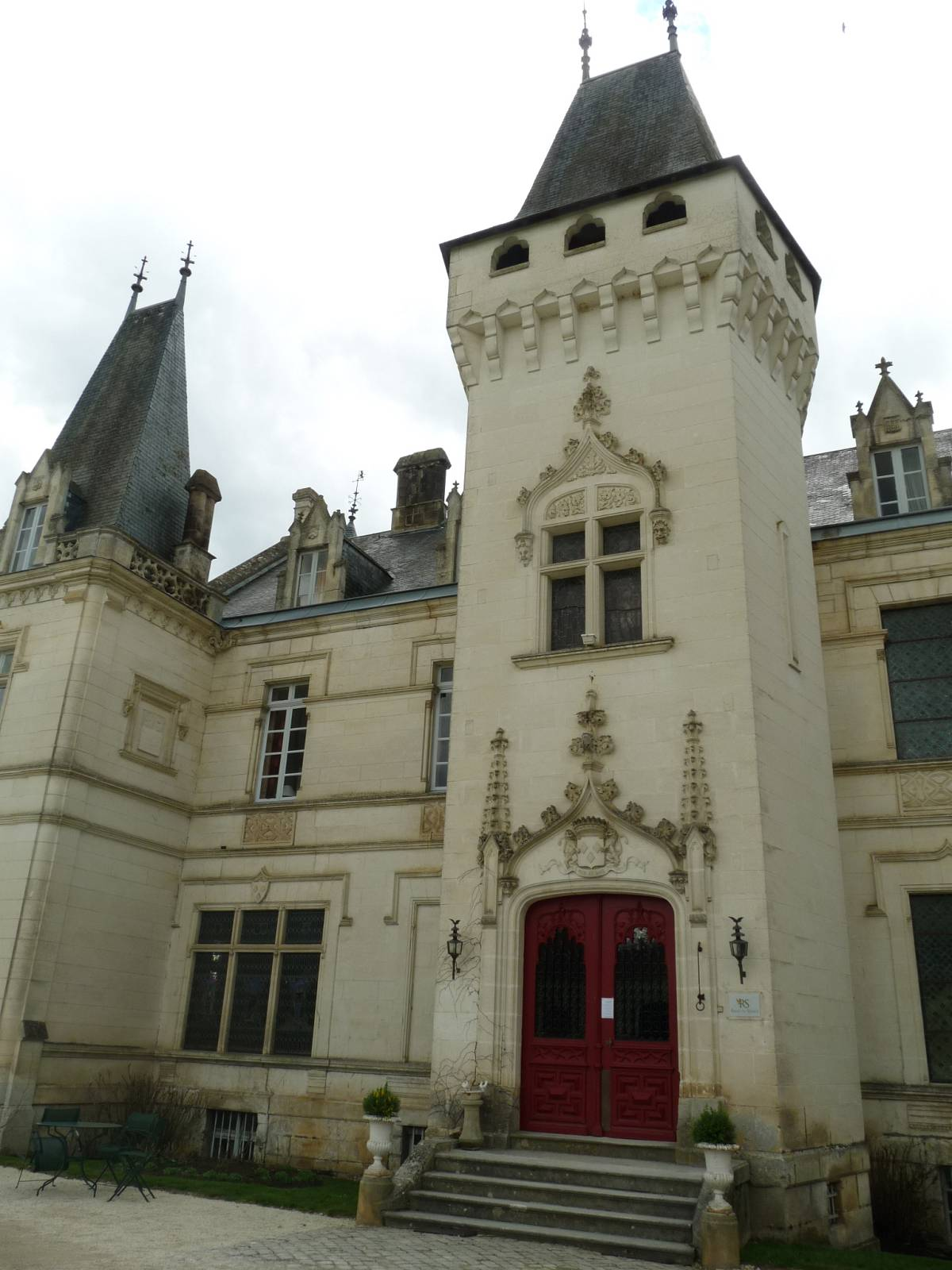
L'entrée du château

Un premier château a été construit à l'époque de François Ier qui avait à cet endroit un relais de chasse.
Le premier seigneur connu était en 1467 Bernon Jaubert, écuyer. Puis entre le XVIe et le XVIIIe siècle, le château appartient aux Green de Saint-Marsault, jusqu'au mariage de Suzanne Green, dame de Nieuil, en 1724, avec Jean Perry, chevalier et seigneur de Montmoreau.
Entre 1724 et la Révolution, le château appartient aux Perry. 
En 1883, le comte Guillaume-Guy de Dampierre (1849-1906) achète la terre de Nieuil et fait entièrement construire le château actuel avec l'aide de l'architecte charentais Alexandre Mignon. Ce nouveau château a été édifié sur le parterre de l'ancien château, dont seule une tour subsiste.
Guy de Dampierre y a fait pousser en 1900 le vignoble de la Brénanchie, connu localement.
En 1937, il fait partie des premiers châteaux de France transformés en hôtels par la famille Fougerat-Bodinaud,. En 2022, le château est vendu à la société Optical Center pour en faire un lieu de ressourcement pour ses employés.

## Architecture
Le plan de l'ancien château est conservé par le cadastre de 1818. Il avait deux ailes en retour d'équerre, et était entouré de bassins comme le château actuel. Une tour ronde crénelée subsiste au nord de l'actuel château.
L'architecture du château actuel est du XIXe siècle. Le château est en pierre calcaire blanche, aux toits pentus couverts d'ardoise. Il est entouré d'un bassin à trois côtés, au nord, à l'ouest et au sud.
Le château  est inscrit monument historique depuis 2014.

## Alentours
À 500 m au sud du château et dans son domaine privé, se trouve l'étang de Nieuil, lieu reposant où autrefois il y avait un bar-guinguette.